# Джаксън Мартинес
Джаксън Арли Мартинес Валенсия (роден на 3 октомври 1986 г.) е бивш колумбийски футболист, който играе като нападател.

## Порто
На 7 юли 2012 г. Порто закупува Джаксън Мартинес от Ягуарес за 11 млн. долара. Първият му сезон е повече от впечатляващ.
Заради страхотната му игра започват да се появяват слухове, че ще бъде продаден на един от големите европейски грандове като Ювентус, Барселона, Борусия Дортмунд, Манчестър Юнайтед, Милан и Арсенал